# Jeff Larentowicz
Jeffrey Adam „Jeff“ Larentowicz (* 5. srpna 1983) je americký fotbalový obránce a záložník, od ledna 2017 hráč týmu Atlanta United FC. Je dvojnásobným vítězem Major League Soccer (2010 s Coloradem a 2018 s Atlantou). Larentowicz je polského původu.

## Klubová kariéra
S profesionálním fotbalem začal na Brownově univerzitě, v místním klubu Brown Bears působil čtyři roky, odehrál 66 zápasů a pomohl Bears ke dvěma titulům v Ivy League. Larentowicz byl vybrán na 45. místě doplňujícího draftu 2005 týmem New England Revolution. V první sezoně u Revs ale odehrál pouhou jednu minutu, několik utkání odehrál na hostování v New Hampshire Phantoms ve třetí lize. V roce 2006 už dostal více příležitostí a 27. srpna si v utkání s Columbusem připsal první gól. V roce 2007 se stal členem základní sestavy a pro svůj akrobatický gól z utkání proti Chicagu si vysloužil přezdívku Ginger Ninja (Zrzavý ninja). V lednu 2010 byl vyměněn do Colorada. V listopadu 2011 byl na doporučení trenéra reprezentace USA Klinsmanna na testech v anglickém Boltonu. V lednu 2013 byl vyměněn do Chicaga. V sezoně 2013 nastoupil do 32 zápasů, vstřelil 2 góly a na 4 nahrál. Při absenci týmového kapitána Logana Pauseho nesl kapitánskou pásku a po Pauseho konci kariéry v roce 2014 se stal prvním kapitánem. Po konci sezony 2015 mu nebyla prodloužena smlouva, stal se volným hráčem a v lednu 2016 podepsal roční smlouvu s Los Angeles Galaxy. Po konci smlouvy se opět stal volným hráčem a připojil se k nově vzniklému týmu z Atlanty. V roce 2018 zde oslavil zisk MLS Cupu.